# Ius variandi
Con l'espressione ius variandi si intende la tipica facoltà, di natura sia privatistica che pubblicistica, che consente al suo titolare di ritornare sulle sue scelte ed effettuarne altre, melius re perpensa, anche in assenza di mutamenti della situazione oggettiva.

In linea di massima si tratta di una facoltà unilaterale, cioè, attribuita a un solo soggetto attivo, ed esercitata nei confronti di un soggetto passivo nei limiti delle tutele che la legge riconosce a quest'ultimo. 

## Ius variandinella pianificazione urbanistica
Lo ius variandi in sede di pianificazione urbanistica può essere esercitato legittimamente solo ed esclusivamente in presenza di gravi ragioni di pubblico interesse che l'Amministrazione deve necessariamente esternare in una congrua e circostanziata motivazione dell'atto amministrativo, secondo il consolidato orientamento del Consiglio di Stato.
Il piano regolatore generale è notoriamente lo strumento, di carattere programmatico, attraverso cui l'ente locale provvede alla corretta gestione e alla proficua utilizzazione dell'intero territorio.
Il piano regolatore è costituito da una serie di previsioni e di prescrizioni, alcune di natura normativo–regolamentari (come quelle contenute nelle norme tecniche di attuazione ovvero quelle concernenti la determinazione delle tipologie e degli standard urbanistici) e altre di natura provvedimentale (quali le localizzazioni di opere pubbliche, le zonizzazioni, la imposizione di vincoli di inedificabilità per motivi storici, ambientali o paesistici, il tracciato delle strade e l'individuazione degli spazi pubblici e privati), tutte improntate a una unitaria considerazione e gestione del territorio. Il fine ultimo dello strumento urbanistico per eccellenza (il piano regolatore generale) è di regolare l'assetto esistente del territorio, ma anche di disegnarne l'ordinato sviluppo urbanistico per il futuro, in modo adeguato e coerente con gli interessi della collettività locale.
Le scelte dell'Autorità urbanistica sono pertanto ritenute "valutazioni di merito", caratterizzate da un'amplissima discrezionalità, sottratte al sindacato di legittimità, proprio del giudice amministrativo, salvo che non siano inficiate da errori di fatto ovvero da arbitrarietà, irrazionalità o manifesta irragionevolezza, in relazione alle esigenze che si intendono concretamente soddisfare (cfr. da ultimo Consiglio di Stato, sez. IV, sentenza del 9 luglio 2002, n. 3817; 22 maggio 2000, n. 2934).
Le particolari caratteristiche delle scelte urbanistiche escludono la necessità di una specifica motivazione che tenga conto, anche solo eventualmente, delle aspirazioni dei cittadini, essendo al riguardo sufficiente il semplice riferimento alla relazione di accompagnamento al progetto di piano.
L'obbligo di una puntuale motivazione è stato ritenuto sussistente, invece, ai fini del legittimo uso dello ius variandi, quando cioè le nuove scelte incidono su aspettative qualificate del privato, il quale può aver fatto affidamento sulla non reformatio in pejus della precedente pianificazione per aspirare alla stipula di una convenzione di lottizzazione, o di una convenzione urbanistica, o per approfittare della decadenza di un vincolo preordinato all'espropriazione (cfr. Consiglio di Stato, Adunanza Plenaria del 22 dicembre 1999, n. 24).
Per quanto, quindi, il Comune non sia tenuto, a motivare le scelte urbanistiche del piano regolatore generale, è tuttavia tenuto a motivare le varianti al piano urbanistico, essendo queste frutto dello ius variandi che va esercitato nell'osservanza dei principi generali dell'ordinamento giuridico, e, specificamente, dei canoni di buona amministrazione e di tutela dell'affidamento, in particolare quando le varianti possano incidere in senso sacrificativo su aspettative assistite da una peculiare tutela o da uno speciale affidamento, quali quelle derivanti da un piano di lottizzazione a suo tempo debitamente approvato e convenzionato.
Al privato proprietario non spetta il riconoscimento pieno e assoluto del suo diritto di proprietà, quando è esposto allo ius variandi che compete all'autorità preposta al governo del territorio, ma spetta un potere di reazione di fronte al cattivo esercizio di quel potere. La tutela risarcitoria degli interessi oppositivi è sempre ammessa in presenza di un atto amministrativo illegittimo che abbia indebitamente compresso tale posizione di vantaggio.
La tutela risarcitoria dell'interesse oppositivo, secondo la giurisprudenza amministrativa, è ammessa purché un danno vi sia, anche quando l'Amministrazione abbia esercitato un potere o una facoltà, pur in concreto esercitabili. Così è nella fattispecie di ius variandi nella pianificazione, esercitato senza adeguata ponderazione dei contrapposti interessi in presenza di (e in contrasto con) qualificate posizioni di vantaggio determinate dalla pianificazione preesistente. Così anche nell'ipotesi di autoannullamento illegittimo di concessione edilizia. Così pure, infine, nel caso di (illegittimo) annullamento (o revoca) di procedure concorsuali già avviate, e in ordine alle quali siano sorte aspettative tutelate.

## Loius variandinel diritto del lavoro
Lo ius variandi, consistente nel potere del datore di lavoro di modificare le mansioni del lavoratore oltre l'ambito convenuto, nel rispetto del canone generale di buona fede.
Lo ius variandi,  costituisce una delle manifestazioni del potere direttivo, manifestazione di "autorità privata"; la sua disciplina è contenuta nell'art. 2103 del Codice civile così come novellato dall'art. 13 dello Statuto dei lavoratori.
La citata normativa stabilisce che “il lavoratore deve essere adibito alle mansioni per le quali è stato assunto o a quelle corrispondenti alla categoria superiore che abbia successivamente acquisito ovvero a mansioni riconducibili allo stesso livello e categoria legale di inquadramento delle ultime effettivamente svolte." (art 2103 c.c)
La norma ha l'evidente scopo di tutelare la professionalità acquistata dal lavoratore pur riconoscendo, entro determinati limiti, una certa mobilità del lavoratore, tanto temporanea quanto definitiva.
In particolare l'art. 2103 del Codice civile pone il divieto di assegnare il lavoratore a mansioni inferiori (cd. mobilità verso il basso).
Tale principio può essere derogato nei seguenti casi:
- in presenza di esigenze straordinarie sopravvenute e temporanee;
- per tutelare la salute del lavoratore o il suo interesse alla conservazione del posto di lavoro.
Il datore di lavoro ha facoltà di adibire il lavoratore a:
- Mansioni equivalenti alle ultime svolte, con pari retribuzione (cosiddetta mobilità orizzontale).
Si considerano, per giurisprudenza consolidata, equivalenti le mansioni il cui espletamento consenta l'utilizzo del complessivo patrimonio professionale. Le nuove mansioni devono essere di comparabile valore professionale con le precedenti;
- Mansioni superiori, con diritto alla relativa retribuzione (cosiddetta mobilità verticale).
In questa ipotesi l'assegnazione diviene definitiva (a meno di sostituire temporaneamente prestatori assenti con diritto alla conservazione del posto quali militari, puerpere, etc.) decorsi tre mesi al massimo, o termini inferiori fissati dai contratti collettivi nazionali (cd. promozione automatica).
Al di fuori di questi casi, il lavoratore può sempre rifiutarsi di svolgere mansioni diverse da quelle per le quali fu assunto, in forza dell'eccezione di inadempimento ex art. 1460 del Codice civile.
Il citato articolo 2103 cod. civ. prevede la nullità di ogni patto contrario. La Cassazione, però, ritiene che debba considerarsi legittima la modificabilità, in via consensuale, della disciplina dettata dall'art. 2103 ogni qualvolta le parti intendano predisporre e attuare un trattamento più favorevole al lavoratore di quello che non sarebbe ottenibile tramite una rigorosa applicazione della disciplina della norma in esame.
Il Jobs Act (legge n. 81/2015, art. 3) stabilisce che il datore può variare unilateralmente, anche in peius, le mansioni del lavoratore, il quale però conserva il diritto a tutto ciò che attiene al contratto individuale di lavoro, ovvero categoria, livello di inquadramento, e retribuzione in godimento. 

Viene per la prima volta introdotta la possibilità per datore e dipendente di accordarsi per modifiche al contratto individuale di lavoro.

A tutela del lavoratore, viene introdotto un periodo di sei mesi continuativi, trascorso il quale il dipendente acquisisce il diritto al livello di inquadramento e relativa retribuzione, corrispondenti alle mansioni di livello superiore svolte.

## Loius variandinel settore delle opere pubbliche
Lo jus variandi acquista rilievo anche nel settore pubblicistico, per effetto della originaria previsione dell'art. 343 della legge 20 marzo 1865 n. 2248, all. F (cosiddetta legge sui lavori pubblici).
La norma del 1865 consente all'Amministrazione, ove se ne verifichi il bisogno, di introdurre nei progetti di lavori pubblici, già in corso di esecuzione, «variazioni o aggiunte» non previste ab origine dal contratto, e di provvedere a tale scopo «mediante una perizia suppletiva che servirà di base a una distinta sottomissione o a un'appendice al contratto principale».
La «distinta sottomissione» o la «appendice al contratto principale» non danno vita a un nuovo rapporto, ma rappresentano un fatto aggiuntivo dell'originario contratto di appalto.
L'appaltatore è obbligato ad assoggettarsi alle variazioni introdotte dalla stazione appaltante fino alla concorrenza di un quinto del prezzo originario di appalto, osservando le stesse condizioni del contratto primitivo (art. 344 della legge n. 2248 del 1865). Oltre tale limite, l'appaltatore ha diritto alla risoluzione del contratto.
L'Amministrazione, titolare dello ius variandi, ha dunque la possibilità di far eseguire all'appaltatore lavori originariamente non previsti e tuttavia indispensabili sotto un profilo tecnico o economico per il completamento e la funzionalità dell'opera pubblica. Unica condizione è che le aggiunte o varianti non devono essere tali da snaturare la configurazione originaria dell'opera stessa (limite qualitativo): l'art. 13 del Capitolato generale di appalto delle opere pubbliche stabilisce che non deve essere mutata «essenzialmente la natura delle opere comprese nell'appalto».
La ratio di questa disposizione è la necessità di evitare un comportamento elusivo dell'evidenza pubblica: una volta completata la procedura concorsuale per determinati lavori, l'Amministrazione non può affidare nuovi e più rilevanti lavori (anche se riferibili allo stesso bene) alla stessa impresa risultata aggiudicataria in precedenza, ma deve attivare una nuova procedura concorsuale, ossia una nuova gara di appalto.
Tale quadro normativo è stato in parte modificato per effetto delle previsioni contenute nell'art. 25 della legge 11 febbraio 1994, n. 109 e successive modificazioni. La citata legge dispone che, dall'introduzione di variazioni e addizioni nel limite (quantitativo), all'appaltatore non compete alcuno speciale compenso o indennizzo, oltre al corrispettivo pattuito dei lavori. Attualmente il riferimento normativo è l'art. 120 del d.lgs.36/2023 il Codice dei contratti pubblici.
Nel caso di variazioni e addizioni oltre il limite del quinto, l'interesse dell'appaltatore continua a essere tutelato mediante il diritto potestativo di rifiutare le variazioni e chiedere lo scioglimento del contratto mediante azione di risoluzione. Il diritto allo scioglimento del contratto è l'unico mezzo offerto dall'ordinamento all'appaltatore per dargli modo di sottrarsi all'espansione dei suoi obblighi.

## Loius variandinel settore bancario e creditizio
Lo ius variandi bancario secondo la tesi maggioritaria è il diritto potestativo che spetta alla banca di modificare ex uno latere il vincolo contrattuale, i cui effetti sono risolutivamente condizionati dall’esercizio del diritto di recesso del cliente, una volta ricevuta la comunicazione di modifica . 
La disciplina è stata introdotta legislativamente solo con l'art.4 della L.154/1992 (prima vi era solo di disposto di cui all'art.1283 del Codice civile). Tale previsione è stata poi ribadita dal Testo Unico Bancario (Decreto legislativo del 1º settembre 1993, n. 385), dal Testo Unico Finanziario (Decreto Legislativo 24 febbraio 1998, n. 58), che peraltro impongono di comunicare per iscritto al cliente tali modifiche unilaterali per dargli la possibilità di recedere dal contratto senza penalità, qualora non ritenesse di voler aderire alle variazioni introdotte in pejus dalla banca.
L'esercizio dello ius variandi può riguardare ogni rapporto contrattuale con l'istituto bancario, ossia i rapporti di conto corrente, ma anche per quanto concerne il rilascio di carte di credito. In particolare la disciplina è contenuta nell'art. 118 t.u.b. che ne subordina l'esercizio alla preventiva previsione per iscritto della relativa clausola autorizzativa, e alla sussistenza di un giustificato motivo. Al rispetto dei presupposti previsti dalla norma, può avere a oggetto sia le condizioni economiche che le clausole cd. normative dei contratti, vale a dire quelle che disciplinano i diritti e obblighi delle parti senza imporre a loro carico un onere direttamente economico.
 In passato trovava applicazione la disciplina prevista dall'art. 33, comma 2, lettere m) e o) del Codice del consumo, così come integrato e in buona parte derogato dai commi 3, lettera b) e 4, che è oggi solo fattispecie residuale rispetto a quanto è stato sancito dall'art. 118 t.u.b. 
L'art. 118 t.u.b. precisa anche le modalità mediante il quale le modifiche devono essere portate a conoscenza del cliente. In particolare, conformemente a quanto in passato osservato dall'Arbitro Bancario Finanziario, è previsto espressamente dall'art. 118 t.u.b. che le modifiche apportate alle condizioni contrattuali devono essere portate a immediata conoscenza del cliente stesso, non solo in forma scritta ma anche in modo personale, cioè mediante informativa direttamente veicolata al consumatore, non ammettendosi, in via sostitutiva o alternativa, alcun tipo di comunicazione dal carattere impersonale. 
Pertanto, può osservarsi che l'esercizio, da parte della banca, dello jus variandi è legittimo a condizione che avvenga in presenza di un giustificato motivo, comunicato tempestivamente al consumatore, e che venga lasciata impregiudicata a quest'ultimo la possibilità di recedere dal rapporto.
 La questione più complessa attiene proprio alla definizione di giustificato motivo, che secondo la dottrina più accreditata include tutti gli «eventi di comprovabile effetto sul rapporto bancario» .Tuttavia, è stato escluso dall'Arbitro Bancario Finanziario che la sopravvenienza normativa sia di per sé un “giustificato motivo”, ma può assumere tale rilievo solo quando la stessa normativa preveda la possibilità di modifiche unilaterali . Alla luce di tale decisione, una parte della dottrina ha escluso che l'evento Covid-19 possa di per sé costituire un giustificato motivo ai sensi dell'art. 118 t.u.b. .

## Loius variandie la tutela consumeristica
In materia di ius variandi, l'art. 33 del Codice del consumo Decreto legislativo 6 settembre 2005, n. 206 distingue (come anche il Testo Unico Bancario) tra modificazioni delle condizioni normative e modificazioni delle condizioni economiche.
Per quanto riguarda le modificazioni delle condizioni normative al comma 2, lettera m), presume vessatorie, fino a prova contraria, quelle clausole che hanno per oggetto o per effetto di consentire al professionista di modificare unilateralmente le clausole di un contratto già stipulato, ovvero le caratteristiche del prodotto o del servizio da fornire, senza un giustificato motivo indicato nel contratto stesso.
Per quanto concerne le modificazioni delle condizioni economiche, il Codice del consumo, alla lettera o), contiene una presunzione di vessatorietà per quelle clausole che hanno per effetto o per oggetto di consentire al professionista di aumentare il prezzo del bene o del servizio, senza che il consumatore abbia la possibilità di recedere dal contratto se il prezzo finale è eccessivamente elevato rispetto a quello originariamente pattuito.
 (si tenga conto che la valutazione sulla eccessività dell'aumento spetta, in caso di giudizio, all'autorità giudiziaria, in quanto è valutazione oggettiva, sulla quale le parti non possono influire dichiarando pattiziamente non eccessivo un determinato aumento).
Questa distinzione è rilevante ai fini dell'applicazione delle deroghe previste dallo stesso art. 33 ai successivi commi 3 e 4, e di cui beneficiano i prestatori di servizi finanziari.
Pur non essendoci coincidenza tra la nozione di contratto bancario e quella di contratto avente a oggetto la prestazione di servizi finanziari, la deroga si applica anche ad alcuni contratti bancari, tra cui quello di conto corrente. In base alla disciplina derogatoria, nell'esercizio della clausola di ius variandi delle condizioni economiche, il professionista può “modificare, senza preavviso, sempreché vi sia un giustificato motivo, il tasso di interesse o l'importo di qualunque altro onere relativo alla prestazione finanziaria originariamente pattuiti, dandone comunque immediata comunicazione al consumatore, che ha diritto di recedere dal contratto”. La deroga si applica sia ai contratti a tempo indeterminato, che ai contratti a tempo determinato.
Non è così per le modifiche riguardanti le condizioni normative, dove il regime derogatorio si applica esclusivamente ai contratti a tempo indeterminato. In questo caso la deroga stabilisce che, qualora vi sia un giustificato motivo, il professionista possa modificare le condizioni del contratto preavvisando entro un congruo termine il consumatore, che ha diritto di recedere dal contratto.